# Port lotniczy Francistown
Port lotniczy Maun – międzynarodowy port lotniczy położony w mieście Francistown, w Botswanie.

## Linie lotnicze i połączenia
| Linia Lotnicza | Kierunek                    |
| -------------- | --------------------------- |
| Air Botswana   | 1. Gaborone 2. Johannesburg |